# The Crazy Companies 2
Série
The Crazy Companies
(1988)
Pour plus de détails, voir Fiche technique et Distribution.
The Crazy Companies 2 (最佳損友闖情關, Jui gaai suen yau chong ching kwan) est une comédie hongkongaise écrite et réalisée par Wong Jing et sortie en 1988 à Hong Kong. C'est la suite de The Crazy Companies, sorti en début d'année.
Elle totalise 16 876 078 HK$ de recettes au box-office.

## Synopsis
Lors du mariage de Horny (Chan Pak-cheung) et de sa fiancée dominante Doriana (Sandra Ng), il est révélé que le frère de Kwai connaît des difficultés financières et que la société va être acheté par Fok's grâce à l'ingérence du méchant directeur Robert Cheng (Lawrence Ng (en)). Après la prise de contrôle, Kwai (Andy Lau), Horny, Frank et Kim doivent trouver un emploi chez Fok's et gravir les échelons avant que Robert Cheng ne revienne de ses 3 mois de vacances.

## Fiche technique
- Titre original : 最佳損友闖情關
- Titre international : The Crazy Companies 2
- Réalisation : Wong Jing
- Scénario : Wong Jing
- Photographie : Joe Chan
- Musique : Lowell Lo
- Production : Jimmy Heung
- Société de production : Win's Movie Production
- Pays de production :  Hong Kong
- Langue originale : cantonais
- Format : couleur
- Genre : comédie
- Durée : 97 minutes
- Dates de sortie :
  - Hong Kong : 15 décembre 1988
  - Taïwan : 1er janvier 1989
  - Corée du Sud : 3 août 1991

## Distribution
- Andy Lau : Tsui Ting-kwai
- Natalis Chan : Tam Sad-chiu
- Stanley Fung : Frank
- Lawrence Ng (en) : Robert Cheng
- Charlie Cho (en) : Sau Hau-kei
- Shing Fui-on : Wut Yuan
- Carol Cheng : Falishanna
- Rosamund Kwan : Niko
- Chingmy Yau : Kimmy
- Sandra Ng : Doriana
- Chan Fai-hung (en)
- Jamie Chik (en)
- Hui Ying-sau : Tsui Ying-sau
- Lau Siu-ming : Fok Ka-tung
- Albert Lo : Manager Law
- Helena Law : la mère de Kimmy
- Michael Miu
- Pak Yan : la mère de Niko
- Joan Tong Lai-kau : Happy
- Wong Sen
- Yip Wing-cho : Wut Tak-king
- Yung Sai-kit : Tsui Ting-fu